# Gambit : Arnaque à l'anglaise
Pour les articles homonymes, voir Gambit.
Pour plus de détails, voir Fiche technique et Distribution.
Gambit : Arnaque à l'anglaise (Gambit) est un film américain réalisé par Michael Hoffman, sorti en 2012.
Le film est un remake de Un hold-up extraordinaire (1966) de Ronald Neame.

## Synopsis
Harry Dean, un conservateur d’art Londonien, projette d’arnaquer un riche collectionneur avec la copie d'un tableau de Claude Monet disparu depuis la fin de la seconde guerre mondiale. Pour cela, il collabore avec une cow-girl texane qui doit faire croire que son grand-père a récupéré à son compte le tableau qu'avait dérobé Hermann Göring. Mais le plan ne fonctionne pas comme prévu.

## Fiche technique
- Titre original : Gambit
- Titre français : Gambit : Arnaque à l’anglaise
- Réalisation : Michael Hoffman
- Scénario : Joel et Ethan Coen
- Décors : Stuart Craig
- Costumes : Jenny Beavan
- Photographie : Florian Ballhaus
- Musique : Rolfe Kent
- Production : Mike Lobell, Rob Paris et Adam Ripp
  - Production déléguée : Philip Elway et Rizal Risjad
  - Coproduction : Jane Frazer
  - Production associée : Brett Hedblom
- Sociétés de production : Crime Scene Pictures et Michael Lobell Productions
- Distribution :
  -  États-Unis : CBS Films
  -  Suisse : Ascot Elite Entertainment Group
- Genre : comédie
- Dates de sortie[1] : 
  -  Royaume-Uni /  Irlande : 21 novembre 2012
  -  États-Unis : 11 janvier 2013
  -  France : 6 février 2013

## Distribution
- Colin Firth (V. F. : Christian Gonon) : Harry Deane, le conservateur
- Cameron Diaz (V. F. : Barbara Tissier) : PJ Puznowski, la cowgirl texane
- Alan Rickman (V. F. : Michel Papineschi) : Lord Lionel Shabandar
- Stanley Tucci (V. F. : Pierre-Jean Pagès) : Zaidenweber
- Tom Courtenay (V. F. : Jean-Pierre Leroux) : Le Major
- Sadao Ueda (V. F. : Serge Faliu) : Chuck
- Julian Rhind-Tutt (V. F. : Vincent De Bouard) : Xander
- Anna Skellern (V. F. : Laura Zichy) : Fiona
- Cloris Leachman : La vieille dame
- Tanrō Ishida : Akihira Kontaro

Source et légende : Version française (V. F.) sur AlloDoublage